# Artur Pomar Salamanca
Artur Pomar Salamanca (Palma, 1 de setembre de 1931 - Sant Cugat del Vallès, 26 de maig de 2016), fou un jugador d'escacs mallorquí, durant molts anys el millor escaquista de l'estat espanyol. Fou un nen prodigi dels escacs (va guanyar el Campionat de les Illes Balears a l'edat d'11 anys, un rècord absolut), i va obtenir el títol de Mestre Internacional a 22 anys i el de Gran Mestre a 30 anys, el primer espanyol de la història en assolir-lo. Fou campió d'Espanya en set ocasions, entre 1946 i 1966, un rècord absolut només superat molt posteriorment pel català Miquel Illescas (que el 2010 guanyà el seu vuitè campionat d'Espanya).
Va rebre un homenatge per part de la Federació Catalana d'Escacs l'any 2008, quan se li va lliurar la insígnia d'or. A més, també havia rebut el guardó de Forjador de la Història Esportiva de Catalunya per part de la Generalitat.

## Nen prodigi dels escacs
Pomar va demostrar des de ben petit que tenia unes condicions innates per als escacs, fins al punt que el Gran Mestre soviètic Alexander Kotov en va dir que si hagués nascut a la Unió Soviètica hauria estat un seriós aspirant al títol mundial. Des de molt jove, el seu talent natural li va permetre obtenir resultats increïbles per a la seva edat. Per exemple, al Torneig de Gijón, el 1944, a 13 anys va fer taules amb el campió del món Aleksandr Alekhin, que va comentar que "Pomar té un do excepcional per a arribar a ser un gran jugador d'escacs". Pomar és des de llavors el jugador més jove que mai hagi fet taules amb el campió del món regnant amb un control de temps normal.
Pomar tenia sens dubte facultats per haver arribat al cim dels escacs mundials, però les circumstàncies de l'Espanya de la postguerra no varen afavorir la seva preparació, sinó que fins i tot el varen perjudicar, ja que la seva imatge fou aprofitada pels serveis de propaganda del règim franquista per a exhibir-lo com a mostra d'una pretesa intel·ligència superior espanyola per als escacs. De tota manera, la seva presència constant en reportatges del NO-DO i en diaris i revistes va aconseguir elevar molt l'interès pels escacs a Espanya.

## Competicions oficials internacionals
Pomar va participar en dotze Olimpíades d'escacs, on va fer un total de 95½/174 punts (+49 =93 -32), i hi va guanyar una medalla de bronze individual. Els seus resultats detallats són:
- Múnic (1958): primer tauler, 9è per equips, 9/17 (+5 =8 -4).
- Leipzig (1960): segon tauler, 20è per equips, 8½/12 (+5 =7 -0). Medalla de bronze individual.
- Varna (1962): primer tauler, 13è per equips, 10/16 (+6 =8 -2).
- Tel-Aviv (1964): primer tauler, 13è per equips, 9½/16 (+5 =9 -2).
- L'Havana (1966): primer tauler, 12è per equips, 8½/16 (+5 =7 -4).
- Lugano (1968): primer tauler, 19è per equips, 9/15 (+4 =10 -1).
- Siegen (1970): primer tauler, 12è per equips, 8½/16 (+3 =11 -2).
- Skopje (1972): primer tauler, 11è per equips, 8½/17 (+5 =7 -5).
- Niça (1974): primer tauler, 12è per equips, 7/17 (+3 =8 -6).
- Haifa (1976): primer tauler, 9è per equips, 6/11 (+2 =8 -1).
- Buenos Aires (1978): segon tauler, 9è per equips, 6/11 (+4 =4 -3).
- La Valetta (1980): tercer tauler, 26è per equips, 5/10 (+2 =6 -2).

Pomar fou també el primer tauler de l'equip espanyol al Campionat d'Europa d'escacs per equips de Kapfemberg el 1970, on va fer 1½/6 (+1 =1 -4), acabant 7è per equips. També va participar sis cops a la Copa Clare Benedict, amb grans resultats:
- 1962: primer tauler, 2n per equips, 3/5 (+2 =2 -1). Argent per equips i or individual.
- 1964: primer tauler, 4t per equips, 3½/5 (+2 =3 -0). Or individual.
- 1966: primer tauler, 2n per equips, 1½/5 (+0 =3 -2). Argent per equips.
- 1967: primer tauler, 2n per equips, 2½/5 (+1 =3 -1). Argent per equips.
- 1969: primer tauler, 3r per equips, 3½/5 (+2 =3 -0). Bronze per equips i or individual.
- 1977: segon tauler, 4t per equips, 3/5 (+1 =4 -0).

## Torneigs individuals
Pomar va guanyar el Campionat d'Espanya d'escacs set cops (el primer d'ells, amb només quinze anys); 1946, 1950, 1957, 1958, 1959, 1962 i 1966. Fou, a més a més, quatre cops subcampió d'Espanya, el darrer, el 1969. El triomf al primer campionat el 1946 li va permetre de formar part de la selecció espanyola a l'històric Matx Radiofònic entre l'Argentina i Espanya de 1946.
El 1960 va guanyar el Torneig Zonal de Madrid. El 1961 va guanyar el Torneig Internacional de Torremolinos. El 1964 i el 1971 va guanyar al Torneig Internacional de Màlaga. El 1965 és campió del Torneig Internacional de Palma. El 1966 fou segon a Palma rere Mikhaïl Tal, resultat que repeteix el 1967. El 1971 guanyà el Torneig Internacional de la Costa del Sol, i el 1972 fou segon, rere Lajos Portisch, a Wijk ann Zee.
Artur Pomar va jugar molts torneigs d'escacs entre els anys 1943 i 1995, quan juga la seva darrera partida oficial. Altres resultats destacats: el 1949 és campió a Santa Fe, el 1952 és subcampió del Torneig de Hollywood, el 1957 és campió del Torneig de Lugo i del Torneig de Madrid, el 1966 és subcampió del Torneig IBM, a Amsterdam, el 1968 és subcampió del Torneig Internacional de Berga, el 1970 és subcampió del Torneig Internacional d'Olot, el 1973 és campió del Torneig Internacional de Berga, el 1974 és tercer classificat del II Torneig Internacional Costa Brava, a Sant Feliu de Guíxols.

### Rànquing mundial
El seu millor rànquing Elo s'ha estimat en 2655 punts, el març del 1962, moment en què tenia 30 anys, cosa que el situaria en 23è lloc mundial en aquella data. Segons chessmetrics, aquesta va ser la seva millor posició mundial, mentre que la seva millor actuació en torneig fou a Palma (1966), on puntuà 10/14 (un 71%) contra una oposició de 2574 punts.

## Partida destacada
Aleksandr Alekhin - Artur Pomar, Gijón (1944), obertura Ruy López (C79) 
1.e4 e5 2.Cf3 Cc6 3.Ab5 a6 4.Aa4 Cf6 5.O-O d6 6.c3 Ag4 7.d4 b5 8.Ab3 Ae7 9.Ae3 O-O 10.Cbd2 Te8 11.h3 Ah5 12.d5 Ca5 13.Ac2 Tc8 14.a4 c5 15.axb5 axb5 16.g4 Ag6 17.Ch4 Cd7 18.Cf5 Axf5 19.gxf5 Ag5 20.De2 c4 21.Rh1 Ta8 22.Tg1 Axe3 23.Dxe3 Df6 24.Tg4 Rh8 25.Tag1 Tg8 26.Cf3 Cb7 27.Th4 Ta6 28.Dg5 Cd8 29.Dh5 Cf8 30.Ch2 g6 31.Dh6 Dg7 32.Cg4 f6 33.fxg6 Dxg6 34.De3 Dg5 35.Th6 Dxe3 36.fxe3 Cd7 37.Tf1 Ta2 38.Cxf6 Cxf6 39.Thxf6 Txb2 40.Ad1 Tgg2 41.Af3 Tg3 42.Ag4 Tgg2 43.Ta1 Th2+ 44.Rg1 Thg2+ 45.Rf1 Th2 46.Re1 b4 47.cxb4 c3 48.Tc1 h5 49.Ad1 Rg7 50.Tf1 c2 51.Ae2 Cf7 52.Rd2 Txb4 53.Txc2 Cg5 54.Tc7+ Rg6 55.Rc3 Ta4 56.Ab5 Cxe4+ 57.Rb3 Taa2 58.Tg1+ Rh6 59.Tb1 Tad2 60.Ad7 Txd5 61.Rc4 Tc2+ 62.Rxd5 Txc7 63.Rxe4 Txd7 64.h4 d5+ 65.Rxe5 Te7+ 66.Rf5 Txe3 67.Tb6+ Rh7 68.Td6 Te4 69.Td7+ Rh6 70.Td6+ Rh7 71.Td7+ Rh6 1/2-1/2